# Steve Carell
Steven John Carell ([kəˈrɛl]; Concord, 16 de agosto de 1962) é um ator, humorista, dublador, produtor, roteirista e diretor americano. Ele é mais conhecido por interpretar o chefe Michael Scott na sitcom da NBC The Office (2005–2011), na qual também trabalhou como produtor, roteirista e diretor ocasional. Carell foi indicado como "o homem mais engraçado da América" pela revista Life.
Carell foi correspondente no The Daily Show with Jon Stewart de 1999 a 2005. Ele estrelou Anchorman: The Legend of Ron Burgundy e sua sequência Anchorman 2: The Legend Continues, The 40 Year-Old Virgin, Evan Almighty, Get Smart, Crazy, Stupid, Love, The Incredible Burt Wonderstone e The Way, Way Back. Ele também foi dublador em Over the Hedge, Horton Hears a Who! e a franquia Despicable Me. Em 2016, Carell co-criou a série de comédia da TBS, Angie Tribeca com sua esposa, Nancy Carell.
Carrel ganhou o Globo de Ouro de melhor ator em série de comédia ou musical por seu trabalho na primeira temporada de The Office. Nos anos 2010, ele chamou atenção por conta de papéis mais dramáticos. Seu papel como treinador de luta livre e assassino condenado John Eleuthère du Pont no filme dramático Foxcatcher lhe rendeu, entre várias honras, indicações para o Oscar de Melhor Ator, o Globo de Ouro de Melhor Ator — Drama de Filme e o Prêmio BAFTA de Melhor Ator Coadjuvante. Ele também recebeu elogios por seus papéis em Little Miss Sunshine, The Big Short e Battle of the Sexes, os dois últimos lhe rendendo sua oitava e nona indicação ao Globo de Ouro, respectivamente. Em 2018, ele se juntou novamente ao diretor Adam McKay no filme biográfico de Dick Cheney, Vice, no qual interpretou Donald Rumsfeld, e interpretou o jornalista David Sheff no drama Beautiful Boy.

## Biografia
Nascido em Concord, Massachusetts no Hospital Emerson, é o mais novo de quatro filhos, foi criado por seus pais, Harriet T., uma enfermeira psiquiátrica e Edwin A. Carell, um engenheiro eletricista. Seu avô era italiano; seu pai nasceu com o sobrenome "Caroselli", mais tarde encurtando para "Carrell". Antes de ser ator queria ser apresentador de rádio.
Steve é católico e frequentou as escolas Nashoba Brooks School, The Fenn School e Middlesex School. No liceu fez parte das equipas de hóquei no gelo e de lacrosse. Steve toca o pífano e, durante a infância e adolescência tocava o instrumento com outros membros da família e acabou por juntar-se a um grupo de reencenação histórica. Tal fez com que desenvolvesse um interesse em História, área na qual se formou na Denison University em Ohio em 1984.
Enquanto frequentava a universidade, Steve juntou-se ao Burpee's Seedy Theatrical Company, um grupo de teatro de improviso formado por estudantes e foi guarda-redes da equipa de hóquei no gelo. Para ganhar dinheiro, trabalhou como locutor na rádio da universidade sob o nome "Sapphire Steve Carell".
Steve é casado com a atriz Nancy Carell, que conheceu quando os dois faziam parte do grupo de improviso Second City. Os dois já trabalharam juntos em vários projetos e estão casados desde 1995. O casal tem dois filhos: Elizabeth (n. maio de 2001) e John (n. junho de 2004).

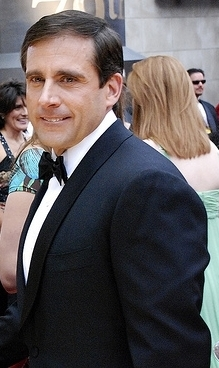
Carell em 2007.

## Filmografia

### Filmes
| Ano  | Filme                                                       | Título em português                                                                 | Papel                | Notas |
| ---- | ----------------------------------------------------------- | ----------------------------------------------------------------------------------- | -------------------- | --- |
| 1991 | Curly Sue                                                   | BRA: A Malandrinha POR: A Endiabrada                                                | Tesio                | Creditado como Steven Carell |
| 1998 | Tomorrow Night                                              |                                                                                     | Cara sem óculos      | |
| 1998 | Homegrown                                                   | BRA: Três Sócios Duvidosos POR: Traficantes Aprendizes                              |                      | Não creditado |
| 2003 | Street of Pain                                              |                                                                                     | Mark                 | Curta-metragem |
| 2003 | Bruce Almighty                                              | BRA: Todo-Poderoso POR: Bruce — O Todo-Poderoso                                     | Evan Baxter          | |
| 2004 | Anchorman: The Legend of Ron Burgundy                       | BRA: O Âncora: A Lenda de Ron Burgundy POR: O Repórter: A Lenda de Ron Burgundy     | Brick Tamland        | Indicado — MTV Movie Award para Melhor Equipe na Tela compartilhado com Will Ferrell, David Koechner e Paul Rudd Indicado — MTV Movie Award para Melhor Performance Musical compartilhado com Will Ferrell, Paul Rudd and Fred Armisen |
| 2004 | Sleepover                                                   | BRA: Dormindo Fora de Casa POR: Último Dia de Aula                                  | Official Sherman     | |
| 2004 | Wake Up, Ron Burgundy: The Lost Movie                       |                                                                                     | Brick Tamland        | |
| 2005 | Melinda and Melinda                                         | Melinda e Melinda                                                                   | Walt Wagner          | |
| 2005 | Bewitched                                                   | BRA: A Feiticeira POR: Casei com uma Feiticeira                                     | Tio Arthur           | |
| 2005 | The 40-Year-Old Virgin                                      | BRA: O Virgem de 40 Anos POR: Virgem aos 40 Anos                                    | Andy Stitzer         | MTV Movie Award para Melhor Atuação Cômica Indicado — MTV Movie Award para Melhor Atuação Indicado — MTV Movie Award para Melhor Equipe na Tela compartilhado com Romany Malco, Seth Rogen and Paul Rudd Indicado — Writers Guild of America Award para Melhor Roteiro Original compartilhado com Judd Apatow |
| 2006 | Over the Hedge                                              | BRA: Os Sem-Floresta                                                                | Hammy                | (voz) |
| 2006 | Little Miss Sunshine                                        | BRA: Pequena Miss Sunshine                                                          | Frank Ginsburg       | Broadcast Film Critics Association Award para Melhor Elenco Chlotrudis Award para Melhor Elenco Phoenix Film Critics Society Award para Melhor Elenco Screen Actors Guild Award para Melhor Elenco em um Filme Washington D.C. Area Film Critics Association Award para Melhor Elenco Indicado — Gotham Award para Melhor Elenco Indicado — Vancouver Film Critics Circle Award para Melhor Ator (coadjuvante/secundário) |
| 2007 | Evan Almighty                                               | BRA: A Volta do Todo Poderoso POR: Evan, o Todo Poderoso                            | Evan Baxter          | |
| 2007 | Knocked Up                                                  | BRA: Ligeiramente Grávidos POR: Um Azar do Caraças                                  | Ele mesmo            | |
| 2007 | Dan in Real Life                                            | BRA: Eu, Meu Irmão e Nossa Namorada POR: O Amor e a Vida Real                       | Dan Burns            | |
| 2007 | Stories USA                                                 | BRA: Histórias USA: Acontece na América                                             | Mark Ronson          | |
| 2008 | Horton Hears a Who!                                         | BRA: Horton e o Mundo dos Quem! POR: Horton e o Mundo dos Quem                      | Ned O'Malley         | (voz) |
| 2008 | Get Smart                                                   | BRA: Agente 86 POR: Get Smart — Olho Vivo                                           | agente 86            | |
| 2010 | Date Night                                                  | BRA: Uma Noite Fora de Série                                                        | Phil Foster          | |
| 2010 | Despicable Me                                               | BRA: Meu Malvado Favorito POR: Gru: O Maldiposto                                    | Gru (voz)            | |
| 2010 | Dinner for Schmucks                                         | BRA: Um Jantar para Idiotas POR: Jantar para Idiotas                                | Barry Speck          | |
| 2011 | Crazy, Stupid, Love.                                        | BRA: Amor a Toda Prova POR: Amor, Estúpido e Louco                                  | Cal Weaver           | |
| 2012 | Hope Springs                                                | BRA: Um Divã Para Dois POR: Terapia a Dois                                          | Dr. Bernie Feld      | |
| 2012 | Seeking a Friend for the End of the World                   | BRA: Procura-se um Amigo para o Fim do Mundo POR: Até que o Fim do Mundo nos Separe | Dodge                | |
| 2013 | The Way, Way Back                                           | O Verão da Minha Vida                                                               | Trent                | |
| 2013 | Despicable Me 2                                             | BRA: Meu Malvado Favorito 2 POR: Gru: O Maldiposto 2                                | Gru                  | |
| 2013 | Anchorman 2: The Legend Continues                           | BRA: Tudo Por um Furo POR: Que Se Lixem as Notícias                                 | Brick Tamland        | |
| 2013 | The Incredible Burt Wonderstone                             | BRA: O Incrível Mágico Burt Wonderstone POR: Burt Wonderstone                       | Burt Wonderstone     | |
| 2014 | Alexander and the Terrible, Horrible, No Good, Very Bad Day | BRA: Alexandre e o Dia Terrível, Horrível, Espantoso e Horroroso                    | Ben                  | |
| 2014 | Foxcatcher                                                  | BRA: Foxcatcher — Uma História que Chocou o Mundo                                   | John du Pont         | Indicado Oscar para Melhor Ator Principal Globo de Ouro para Melhor Ator Principal em Filme Dramático Broadcast Film Critics Association Award para Melhor Ator Principal Phoenix Film Critics Society Award para Melhor Ator Principal Screen Actors Guild Award para para Melhor Ator Principal Washington D.C. Area Film Critics Association Award para Melhor Ator Principal                                          |
| 2015 | Minions                                                     | BRA: Minions POR: Mínimos                                                           | Gru (voz)            | |
| 2015 | Freeheld                                                    | BRA: Amor Por Direito POR: Freeheld — Amor e Justiça                                | Steven Goldstein     | |
| 2015 | The Big Short                                               | BRA: A Grande Aposta POR: A Queda de Wall Street                                    | Mark Baum            | |
| 2016 | Café Society                                                | Café Society                                                                        | Phil Stern           | |
| 2017 | Despicable Me 3                                             | BRA: Meu Malvado Favorito 3 POR: Gru: O Maldiposto 3                                | Gru / Drew (voz)     | |
| 2017 | Battle of the Sexes                                         | BRA: A Guerra dos Sexos                                                             | Bobby Riggs          | |
| 2017 | Too Funny to Fail: The Life & Death of the Dana Carvey Show |                                                                                     | Ele mesmo            | Documentário |
| 2017 | Last Flag Flying                                            | BRA: A Melhor Escolha POR: Derradeira Viagem                                        | Larry "Doc" Shepherd | |
| 2018 | Beautiful Boy                                               | BRA: Querido Menino                                                                 | David Sheff          | |
| 2018 | Vice                                                        | Vice                                                                                | Donald Rumsfeld      | |
| 2018 | Welcome to Marwen                                           | Bem-vindos a Marwen                                                                 | Mark Hogancamp       | |
| 2020 | Irresistible                                                |                                                                                     | Gary Zimmer          | |
| 2022 | Minions: The Rise of Gru                                    | BRA: Minions 2: A Origem de Gru POR: Mínimos 2: A Ascensão de Gru                   | Gru (voz)            | |
| 2024 | IF                                                          | BRA: Amigos Imaginários POR: IF: Amigos Imaginários                                 | Blue (voz)           | |
| 2024 | Despicable Me 4                                             | BRA: Meu Malvado Favorito 4 POR: Gru – O Maldisposto 4                              | Gru (voz)            | |

### Televisão
| Ano           | Programa                 | Papel              | Notas |
| ------------- | ------------------------ | ------------------ | --- |
| 1996          | The Dana Carvey Show     | Vários personagens | |
| 1997          | Over the Top             | Yorgo Galfanikos   | 12 episódios; apenas 3 exibidos. |
| 1998          | Just Shoot Me            | Agente             | |
| 1999–2004     | The Daily Show           | Correspondente     | |
| 2005–2011     | The Office               | Michael Scott      | Globo de Ouro — Melhor Ator em uma Série Musical ou de Comédia (2006) Screen Actors Guild Award — Melhor Elenco em uma Série de Comédia (2007, 2008) Teen Choice Award — Ator de TV: Comédia (2007, 2008) Writers Guild of America Award — Série de Comédia compartilhado com roteiristas da série (2007) Writers Guild of America Award — Episódio de Comédia pelo episódio "Casino Night" Indicado — Globo de Ouro — Melhor Ator em uma Série Musical ou de Comédia (2007, 2008, 2009, 2010) Indicado — Primetime Emmy Award — Melhor Ator em uma Série de Comédia (2006, 2007, 2008, 2009) Indicado — Prism Award — Melhor Atuação em uma Série de Comédia (2007) Indicado — Satellite Award — Melhor Ator em uma Série de Comédia ou Musical (2006, 2007) Indicado — Screen Actors Guild Award — Melhor Atuação Masculina em uma Série de Comédia (2007, 2008, 2009) Indicado — Screen Actors Guild Award — Melhor Atuação de Elenco em uma Série de Comédia (2009) Indicado — Teen Choice Award — Ator de TV: Comédia (2006) Indicado — Writers Guild of America Award — Série de Comédia]] compartilhado com elenco e produção (2008, 2009) |
| 2010          | 2010 Kids' Choice Awards | Ele mesmo          | Coberto por lama |
| 2010          | Todos Contra Juan        | Ele mesmo          | TV Argentina |
| 2012          | The Simpsons             | Dan Gillick        | Convidado |
| 2013          | Pawn Stars               | Ele mesmo          | Episódio "Hello, Goodbye" |
| 2013          | Web Therapy              | Jackson Pickett    | 3 episódios |
| 2016–2019     | Angie Tribeca            |                    | Criador e produtor executivo Escritor e diretor ("Pilot") |
| 2019–presente | The Morning Show         | Mitch Kessler      | 10 episódios |
| 2020–presente | Space Force              | Mark R. Naird      | 10 episódios; co-criador, escritor e produtor executivo |

## Prêmios e Indicações

#### Oscar
| Ano  | Categoria   | Indicação  | Notas    |
| ---- | ----------- | ---------- | -------- |
| 2015 | Melhor Ator | Foxcatcher | Indicado |

#### BAFTA
| Ano  | Categoria               | Indicação  | Notas    |
| ---- | ----------------------- | ---------- | -------- |
| 2015 | Melhor Ator Coadjuvante | Foxcatcher | Indicado |

#### Emmy Awards
| Ano  | Categoria                       | Indicação        | Notas    |
| ---- | ------------------------------- | ---------------- | -------- |
| 2006 | Melhor Ator em Série de Comédia | The Office       | Indicado |
| 2007 | Melhor Ator em Série de Comédia | The Office       | Indicado |
| 2008 | Melhor Ator em Série de Comédia | The Office       | Indicado |
| 2008 | Melhor Série de Comédia         | The Office       | Indicado |
| 2009 | Melhor Ator em Série de Comédia | The Office       | Indicado |
| 2009 | Melhor Série de Comédia         | The Office       | Indicado |
| 2010 | Melhor Ator em Série de Comédia | The Office       | Indicado |
| 2010 | Melhor Série de Comédia         | The Office       | Indicado |
| 2011 | Melhor Ator em Série de Comédia | The Office       | Indicado |
| 2011 | Melhor Série de Comédia         | The Office       | Indicado |
| 2020 | Melhor Ator em Série Dramática  | The Morning Show | Indicado |

#### Globo de Ouro
| Ano  | Categoria                                  | Indicação           | Notas    |
| ---- | ------------------------------------------ | ------------------- | -------- |
| 2006 | Melhor Ator em Série de Comédia ou Musical | The Office          | Venceu   |
| 2007 | Melhor Ator em Série de Comédia ou Musical | The Office          | Indicado |
| 2008 | Melhor Ator em Série de Comédia ou Musical | The Office          | Indicado |
| 2009 | Melhor Ator em Série de Comédia ou Musical | The Office          | Indicado |
| 2010 | Melhor Ator em Série de Comédia ou Musical | The Office          | Indicado |
| 2015 | Melhor Ator em Cinema — Drama              | Foxcatcher          | Indicado |
| 2016 | Melhor Ator em Cinema — Comédia ou Musical | The Big Short       | Indicado |
| 2018 | Melhor Ator em Cinema — Comédia ou Musical | Battle of the Sexes | Indicado |

#### SAG Awards
| Ano  | Categoria                         | Indicação            | Notas    |
| ---- | --------------------------------- | -------------------- | -------- |
| 2007 | Melhor Elenco em Cinema           | Little Miss Sunshine | Venceu   |
| 2007 | Melhor Elenco em Série de Comédia | The Office           | Venceu   |
| 2007 | Melhor Ator em Série de Comédia   | The Office           | Indicado |
| 2008 | Melhor Elenco em Série de Comédia | The Office           | Venceu   |
| 2008 | Melhor Ator em Série de Comédia   | The Office           | Indicado |
| 2009 | Melhor Elenco em Série de Comédia | The Office           | Indicado |
| 2009 | Melhor Ator em Série de Comédia   | The Office           | Indicado |
| 2010 | Melhor Elenco em Série de Comédia | The Office           | Indicado |
| 2010 | Melhor Ator em Série de Comédia   | The Office           | Indicado |
| 2011 | Melhor Elenco em Série de Comédia | The Office           | Indicado |
| 2011 | Melhor Ator em Série de Comédia   | The Office           | Indicado |
| 2012 | Melhor Elenco em Série de Comédia | The Office           | Indicado |
| 2012 | Melhor Ator em Série de Comédia   | The Office           | Indicado |
| 2015 | Melhor Ator Principal em Cinema   | Foxcatcher           | Indicado |
| 2016 | Melhor Elenco em Cinema           | The Big Short        | Indicado |
| 2018 | Melhor Ator Coadjuvante           | Battle of the Sexes  | Indicado |
| 2020 | Melhor Ator em Série Dramática    | The Morning Show     | Indicado |